# Planta de Licuefacción de Río Grande
La Planta de Licuefacción de Río Grande es una planta industrial gasífera boliviana de GNL que se encuentra ubicada en la localidad de Río Grande perteneciente al municipio de Cabezas de la provincia Cordillera en el departamento de Santa Cruz. La planta realiza la licuefacción del gas natural congelándolo a -160 °C grados bajo cero hasta convertirlo en Gas Natural Licuado (GNL). Su construcción comenzó a partir del 20 de septiembre de 2013 y luego de casi tres años fue finalmente inaugurada el 15 de febrero de 2016 durante el tercer gobierno del presidente Evo Morales Ayma (2015-2019). 
Cabe mencionar que a diferencia de algunos países que utilizan sus plantas de licuefacción para la exportación de gas natural al extranjero, Bolivia decidió utilizar esta planta para abastecer principalmente al mercado interno boliviano para llegar con el gas natural a las poblaciones más alejadas del país donde no se puede llegar con grandes gasoductos. 

## Historia
La historia de la construcción de la planta de licuefacción en el país ha sido una de las más polémicas en toda la historia de Bolivia llegando a ser inclusive uno de los principales factores que contribuyó en el desenlace de la terrible Guerra del Gas que fue un grave disturbio social que ocasionó la renuncia del propio presidente Gonzalo Sánchez de Lozada y que finalmente terminó con la muerte de casi 70 personas en Bolivia durante las protestas y manifestaciones del año 2003.

### Segundo Gobierno de Hugo Banzer (1997-2001)
Comenzó a partir del año 2002 cuando el expresidente Jorge Quiroga Ramírez propuso ante el país la idea de construir una planta de licuefacción boliviana pero en puertos chilenos con la finalidad que desde ahí se pueda exportar GNL a los países de Norteamérica como México y Estados Unidos. Sin embargo al ocupar solamente la presidencia de forma transitorio e interina, Quiroga decidió entonces dejar este proyecto en las manos del siguiente gobierno (que entraría al poder de forma constitucional mediante elecciones) para que de esa manera sea un presidente democráticamente electo por la población el que tome finalmente la decisión de construir o no construir una planta en territorio chileno. 

### Rechazo popular a la construcción de la planta en territorio chileno
Luego de haber ganado las elecciones generales de 2002, el político emenerrista Gonzalo Sánchez de Lozada asumió la Presidencia de Bolivia el 6 de agosto de 2002 y decidió retomar el proyecto del expresidente Jorge Quiroga Ramírez de exportar gas a través de puertos chilenos. Sin embargo, Sánchez de Lozada tropezó con muchas dificultades pues el fuerte sentimiento anti-chileno que existe en gran parte de la sociedad boliviana (debido a la histórica pérdida del Litoral Boliviano en la guerra del Pacífico de 1879) desencadenó en graves protestas y manifestaciones ciudadanas contra su gobierno. Cabe mencionar que la solo idea de vender el gas boliviano a través de los puertos chilenos causó indignación en una gran parte de la población boliviana lo cual fue uno más de los muchos motivos que tuvieron como consecuencia el comienzo de la guerra del Gas de 2003 que terminó finalmente con la renuncia a la presidencia del propio Sánchez de Lozada y el derrocamiento del histórico partido político Movimiento Nacionalista Revolucionario del poder.

### Proyecto sistema virtual de distribución de GNL
Cabe mencionar que Yacimientos Petrolíferos Fiscales Bolivianos (YPFB) diseñó un proyecto denominado Sistema Virtual de Distribución de Gas Natural Licuado que consistía en la construcción de una Planta de Licuefacción ubicada en la localidad de Río Grande, un sistema de transporte (cisternas), 25 plantas de regasificación, construcción de redes primaria y secundaria, 147.096 instalaciones internas, Tráiler de Transporte y Estaciones de GNV. El objetivo de este proyecto era beneficiar a las ciudades intermedias y poblaciones que se encontraban aisladas del sistema de distribución gasífera, así también se beneficiarían del proyecto más de 5.383 comercios, 5 termoeléctricas, 172 industrias y 21.297 vehículos.
El 1 de diciembre de 2010, YPFB Corporación lanzó una convocatoria pública a nivel nacional para licitar los estudios de la Ingeniería Básica Extendida (IBE) del proyecto con el objetivo de beneficiar a las poblaciones aisladas de los sistemas de distribución.
Ya una vez lanzada la licitación para la construcción, la empresa estatal Yacimientos Petrolíferos Fiscales Bolivianos (YPFB) comunicó a la opinión pública que las empresas españolas Sener Indox y la hispano-argentina Cobra Tecna competían para adjudicarse el diseño de ingeniería para la construcción y puesta en marcha" de una planta de licuefacción de gas, estaciones de "regasificación" y la adquisición de cisternas.
Al final YPFB Corporación decidió adjudicar a las empresas españolas Sener Ingeniería y Sistemas S.A. y Ros Roca Indox Cryo Energy S.L., el contrato de trabajo de ingeniería, procura, construcción y puesta en marcha (IPC) de la Planta de Gas Natural Licuado, así como la construcción de estaciones de regasificación y adjudicación de cisternas por un monto toal de USD 137 075 000 dólares.